# Elmo (Missouri)
Graham è una città degli Stati Uniti d'America, nella contea di Nodaway, nello Stato del Missouri.

## Geografia fisica
Secondo lo United States Census Bureau, il villaggio ha una superficie totale di 0,60 km² ed una popolazione di 114 abitanti.